# Hyosciurus
Hyosciurus é um gênero de roedores da família Sciuridae.

## Espécies
- Hyosciurus heinrichi Archbold & Tate, 1935
- Hyosciurus ileile Tate & Archbold, 1936